# Stadtbibliothek Bielefeld
Die Stadtbibliothek Bielefeld ist die kommunale Hauptbibliothek für Bielefeld. Sie unterhält neben der Hauptstelle am Neumarkt acht Zweigstellen im Stadtgebiet und ist, gemessen an ihrem Bestand von etwa 505.000 Medienheiten, die größte öffentliche Bibliothek in Ostwestfalen-Lippe sowie die siebtgrößte in Nordrhein-Westfalen.

## Geschichte

### Vom Lesehallenverein zur Öffentlichen Bibliothek
Am 22. April 1898 eröffnete der im selben Jahr gegründete Lesehallenverein die erste Lesehalle im Volkskaffeehaus am Niederwall in Bielefeld. Hier wurden vorrangig Zeitschriften, aber auch literarische Einzelwerke zur Einsicht bereitgestellt. Hauptzielgruppe dieser, der damaligen Volksbildungsbewegung zuzurechnenden Initiative, waren ledige junge Arbeiter, die so vom Alkoholismus ferngehalten werden sollten und zugleich eine Möglichkeit zur bildenden Zerstreuung erhielten. Entsprechend waren die Öffnungszeiten in den Abendstunden eingerichtet worden. In dieser Hinsicht entsprach die Bielefelder Entwicklung durchaus dem Zeitgeist. So erging nur ein Jahr später von der damaligen Comenius-Gesellschaft ein allgemeiner Aufruf zur Schaffung von Bücherhallen (siehe auch Bücherhallenbewegung), die einen Beitrag zur allgemeinen Volksbildung leisten und für jeden eine Anlaufstelle zur individuellen Aneignung von Wissen bieten sollten. Damit verbunden war der Wunsch nach einer Erhebung der bestehenden Bücherhallen und analoger Institutionen. Der Magistrat der Stadt konnte hier also auf eine entsprechende Lesehalle verweisen. Finanziert wurde diese durch Spenden und ab 1901 auch durch Zuschüsse des Oberpräsidiums Münster. Leiterin war Charlotte Steinhaus (1878–1944). Sie forcierte eine weitere Öffnung der Bibliothek und war maßgeblich für die Gründung der Öffentlichen Bücherei Bielefeld, die am 1. Dezember 1905 mit einem Medienbestand von über 3000 Bänden eröffnet wurde, verantwortlich. 1906 wurden 37691 Entleihungen vorgenommen. Das Jahr 1905 gilt aufgrund der Entwicklung als Gründungsjahr der Bibliothek.

### Bis zum Ende des Zweiten Weltkriegs
Die steigende Leserzahl spiegelte sich weiter in Anschaffungen wider. 1911 war der Bestand bereits auf 12012 Bände angewachsen, vor allem finanziert durch städtische Zuschüsse. Aufgrund der steigenden Beliebtheit und stetigen Vergrößerung, wurde beschlossen, die erste Bücherei in eine vollkommunale Einrichtung mit dem Namen Stadtbücherei Bielefeld umzuwidmen. Trägerin ist seitdem die Stadt Bielefeld. Mit dem Anwachsen des Bestandes, 1933 waren etwa 60000 Bände ausleihbar, wuchs auch der Personalbestand, sodass 1928 drei Bibliothekssekretärinnen und sieben Assistentinnen Arbeit fanden, die es offenbar verstanden, ein attraktives Angebot bereitzustellen. So erklärte die 1943 im KZ Theresienstadt ermordete Schriftstellerin Josefa Metz 1930 anlässlich des 25-jährigen Jubiläums der Öffentlichen Bücherei, sie sei „zur schönster Herberge der Wissenschaften und Literatur“ geworden. Programmatisch war die Stadtbibliothek eher liberal aufgestellt, was damals bedeutete, für sämtliche Medien und alle Besucher offen zu sein und den Bestand nicht durch eine Vorauswahl auf vermeintlich wertvolle Inhalte zu begrenzen. Dennoch kam es während der nationalsozialistischen Diktatur zu einer drastischen Einschränkung des Angebots, da unerwünschte Literatur entfernt werden musste. Diese wurde, da es sich in Bielefeld um eine Einheitsbücherei handelte, die auch für wissenschaftliche Arbeit zur Verfügung stand, unter Verschluss gehalten. Im letzten Jahr unter der Leitung von Charlotte Steinhaus, 1938, belief sich der ausleihbare Bestand nur noch auf 30937 Bände. Unter dem folgenden Leiter, Dr. Bernhard Rang, wurde angestrebt, das kommunale Archiv sowie die Bibliotheken unter einem Dach zu vereinen. Jedoch konnte Rang, der nach dem Zweiten Weltkrieg als Nationalsozialist suspendiert wurde und nach zweijähriger Tätigkeit in der Heimatbücherei Bielefeld 1950 endgültig aus dem Dienst schied, diese Ideen nicht weiter umsetzen. Die Bibliothek, die inzwischen am Alten Markt zu finden war, wurde beim Bombenangriff am 30. September 1944 stark getroffen. 60 % des Bestandes gingen verloren.

### Vom Zweiten Weltkrieg bis 1978
Am 1. Oktober 1947 konnte die Stadtbücherei in einem Provisorium an der Wertherstraße wieder eröffnen. Sie bot 8000 Bände an, besaß jedoch auch einen Bestand an Verschlusssachen, da die nationalsozialistische Literatur der Umgebung aufgrund des Befehls Nr. 4 des Alliierten Kontrollrats hier gesammelt wurde. Ab 1949 erfolgte dann ein dezentraler Ausbau der Bücherei mit der Errichtung von drei Stadtteilbibliotheken bis 1955 und drei weiteren bis 1963. Die alte Hauptstelle am Alten Markt wurde 1954 wieder bezogen, 1959 wurde eine Fahrbücherei eingerichtet, die bis 1993 Bestand hatte. Ende der 1960er Jahre bezog die Hauptstelle ein neues Gebäude in der Alfred-Bozi-Straße 14. Mit der kommunalen Neugliederung von 1973 vergrößerte sich das Zuständigkeitsgebiet der Bücherei, was seinen Niederschlag in der Errichtung der Stadtteilbüchereien Senne I, Sennestadt, Brackwede und Gadderbaum fand. Die Fahrbücherei konnte den Bedarf in den ländlicheren Stadtteilen nicht decken, sodass 1975 die Büchereien in Heepen, Jöllenbeck und Baumheide eröffnet wurden. Die Hauptstelle zog aufgrund des erhöhten Raumbedarfs 1978 in das Gebäude der ehemaligen Kreissparkasse in der Herforder Straße 4–6 nahe dem Jahnplatz. Außerdem wurde die Stadtbücherei in Stadtbibliothek Bielefeld umbenannt.

### Seit 1978
Das Angebot wurde im medialen Bereich 1987 um Videokassetten erweitert. Seit 1993 hat die Stadtbibliothek aufgrund der Finanzlage der Kommune Einsparungen hinzunehmen. So wurde der Neuerwerbungsetat von 1993 bis 2001 um zwei Drittel gekürzt und die Zahl der Stadtteilbibliotheken auf acht reduziert, nachdem noch 1988 und 1992 die Standorte Brake und Dornberg hinzugekommen waren. Die Zahl der Entleihungen sank auf unter 1 Mio. Weitere Stadtteilbibliotheken wurden nur aufgrund ehrenamtlichen Engagements beibehalten. So wurden in den Stadtteilbibliotheken Baumheide, Dornberg, Heepen und Jöllenbeck 2013 3864 Bibliotheksöffnungsstunden gewährleistet. Die Dornberger Zweigstelle konnte sogar erweitert werden und aus einem kleinen Laden am Wellensiek in neue Räume eines Bürgerzentrums im ehemaligen Amtsgebäude umziehen. Die Entleihungen konnten wieder gesteigert werden und beliefen sich 2013 auf insgesamt 1615346.
Aufgrund der baulichen Situation des Hauptgebäudes am Jahnplatz und den grundsätzlich geänderten Anforderungen an Bibliotheken (Computerarbeitsplätze, Leselounges) wurde ein Umzug der Hauptstelle beschlossen. Im März 2012 bezog diese ihren neuen Standort am Neumarkt. Damit einher ging die Zusammenlegung mit der Landesgeschichtlichen Bibliothek und dem Stadtarchiv in einem Gebäude und mit einem einheitlichen Leihsystem. Ebenso konnte ein 24-Stunden-Rückgabeautomat installiert werden. Es finden sich am neuen Standort auch getrennte Seminar- und Arbeitsräume, eine TeenBib sowie ein Café. Am 2. September 2019 startete die Zentralbibliothek am Neumarkt in den „open library“-Betrieb. Das bedeutet, dass die bisherige Öffnungszeit von 35 Wochenstunden auf 60 Wochenstunden ausgeweitet wurde: montags bis samstags 10-20 Uhr.

## Kennzahlen und Standorte
Die Kennzahlen für das Jahr 2013 sind der folgenden Tabelle zu entnehmen:
| Standorte | Medien | Besucher | Entleihungen | Führungen | Literaturreihen | Veranstaltungen zur Leseförderung |
| --------- | ------ | -------- | ------------ | --------- | --------------- | --------------------------------- |
| 9         | 505710 | 548298   | 1615346      | 278       | 28              | 703                               |

Von den gesamten Besuchern gingen 2013 276661 in die Stadtteilbibliotheken, wo 477165 Medien entliehen wurden. Eine Übersicht über die Stadtteilbibliotheken gibt die folgende Tabelle:
| Standort           | Eröffnung | Medien    | Bild | Bemerkungen                                                        |
| ------------------ | --------- | --------- | ---- | ------------------------------------------------------------------ |
| Baumheide - hier   | 1975      | ca. 10000 |      | ehrenamtlich betreut                                               |
| Brackwede - hier   | 1973      | ca. 23000 |      | bestand bereits seit 1911 als Bibliothek                           |
| Dornberg - hier    | 1991      | ca. 9000  |      | ehrenamtlich betreut                                               |
| Heepen - hier      | 1975      | ca. 9000  |      | ehrenamtlich betreut                                               |
| Jöllenbeck - hier  | 1975      | ca. 9000  |      | ehrenamtlich betreut                                               |
| Schildesche - hier | 1971      | ca. 9000  |      | zugleich Schulbibliothek der Martin-Niemöller-Gesamtschule         |
| Sennestadt - hier  | 1973      | ca. 18000 |      |                                                                    |
| Stieghorst - hier  |           | ca. 18000 |      | zugleich Schulbibliothek der Friedrich Wilhelm Murnau-Gesamtschule |

## Kooperationen und Veranstaltungen
Neben der Zusammenarbeit mit anderen Bibliotheken und Bildungseinrichtungen arbeitet die Stadtbibliothek nach eigenen Angaben mit dem Jugendamt Bielefeld, den Stadtwerken im Bereich der Datenverarbeitung sowie der Stadtbibliothek Gütersloh zusammen. Die Freiwilligenagentur Bielefeld hat ihr Kontaktbüro in den Räumlichkeiten, ebenso sind die Vereine Literarische Gesellschaft OWL - Literaturhaus Bielefeld und Spielwiese Bielefeld über die Stadtbibliothek im Rahmen einer Kooperation erreichbar. Neben den üblichen Veranstaltungen finden in der Stadtbibliothek seit 1996 die Literaturtage Bielefeld statt sowie Ausstellungen. Für besondere Anlässe stehen gesonderte Räume zur Verfügung, etwa das Kinderzimmer oder die Literaturbühne.